# Бейсбол
Бейсбо́л (англ. baseball, от base — «база, основание» и ball — «мяч») — командная спортивная игра с бейсбольным мячом и битой. В состязаниях участвуют две команды по девять игроков каждая.
Бейсбол наиболее популярен на Кубе, Тайване, в США, Венесуэле, Японии и Южной Корее. В США, Японии, Чехии и других странах распространён также софтбол — упрощённый вариант бейсбола — игра, которую можно проводить в помещении и на небольших полях. На данный момент в бейсбол играют более чем в 120 странах мира.
К родственным бейсболу видам спорта относятся крикет в Англии, песапалло в Финляндии, ойна в Румынии, лапта в России и чилик-дангал в Таджикистане.

## История
Эволюция старинных игр с битой и мячом в бейсбол прослеживается с трудом. Французский манускрипт 1344 года содержит иллюстрацию, на которой изображены священники, играющие в некую игру — предположительно, «la soule» — во многом похожую на бейсбол. Другие старые французские игры, такие как «thèque», «la balle au bâton» и «la balle empoisonnée», также имеют некоторое сходство с бейсболом. Принято считать, что современный бейсбол есть североамериканское развитие более старой английской лапты, популярной в Великобритании и Ирландии.
В американских газетах начала XIX века упоминались игры под названиями «бейсбол» (англ. Base-Ball), «базовый мяч» или «основной мяч» (англ. Bass-Ball, Base Ball), «база» (англ. Base), «голбол» (англ. Goalball), «городской мяч» (англ. Town Ball). В 1829 году в США вышла «Собственная книга мальчика» (англ. The Boy's Own Book), которая считается первым известным печатным упоминанием об игре, напоминающей бейсбол.
Долгое время автором правил бейсбола считался Эбнер Даблдей из американского городка Куперстаун. Однако сейчас оспаривается даже факт проживания человека с такой фамилией в Куперстауне. В 1845 году житель Нью-Йорка Александр Картрайт разработал правила игры в бейсбол, которые вскоре были приняты всеми бейсбольными клубами города. 19 июня 1846 года состоялся первый матч по правилам Картрайта. В 1869 году в городе Цинциннати местная команда «Ред Стокингс» стала первой командой, начавшей платить игрокам деньги за участие в матчах. А уже через два года была создана первая в США и в мире профессиональная бейсбольная лига. К началу XX века в большинстве городов восточного побережья США были свои профессиональные бейсбольные команды.
Чемпионат мира по бейсболу проводится с 1938 года среди мужчин и с 2004 года среди женщин. В сентябре 1986 года МОК включил бейсбол и софтбол в программу летних Олимпийских игр. 8 июля 2005 года на 117-й сессии МОК в Сингапуре бейсбол и софтбол были исключены из списка олимпийских видов спорта как из-за недостаточной популярности в большинстве стран - членов МОК, так и по причине разногласий между МОК и Лигой бейсбола в США, которая отказалась переносить свои соревнования на время проведения Олимпийских игр. В результате на Олимпийских играх в Пекине бейсбол был представлен в последний раз, но в 2020 году бейсбол снова был включён в программу Олимпийских игр.

## Правила

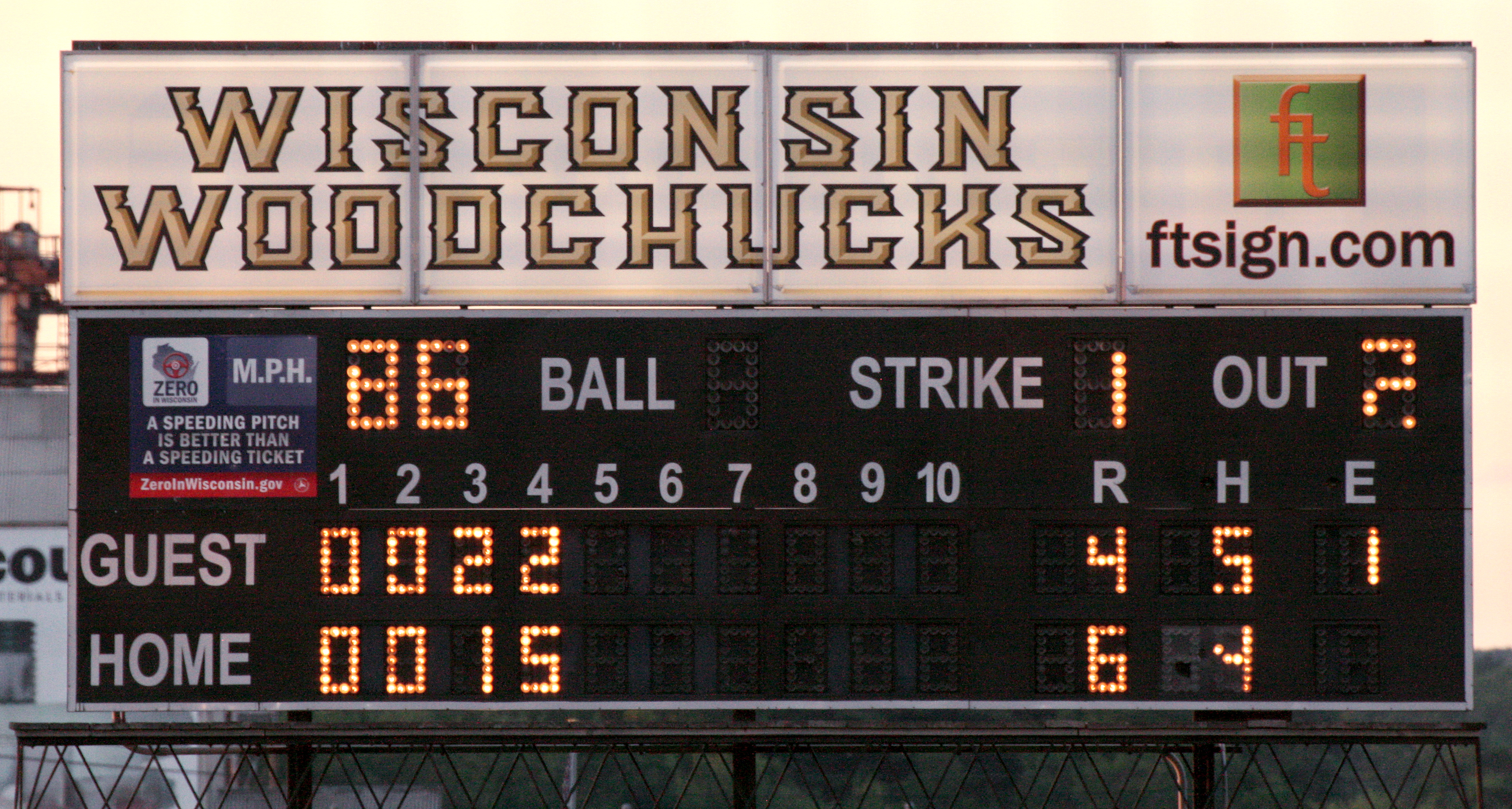

В каждой игре участвуют две команды, которые по очереди играют в нападении и защите.
Цель игры — набрать больше очков/пробежек (англ. run), чем команда противника. Очко засчитывается, когда игрок команды, играющей в нападении, пробегает по очереди все базы (квадратные подушечки размером 30 × 30 см, прикреплённые к земле), расположенные в углах квадрата со стороной 90 футов (27,4 метра).
В бейсбол обычно играют мячом. Сверху мяч покрыт белой кожей и прошит красными стежками. Вес мяча не менее 5 и не более 5,25 унции (от 141,7 до 148,8 г), длина окружности от 9 до 9,25 дюйма (от 22,8 до 23,5 см). В игре у команды защиты в поле одновременно присутствуют 9 человек. Углы игрового «квадрата» называются (по порядку, против часовой стрелки): «дом», «1-я база», «2-я база» и «3-я база».

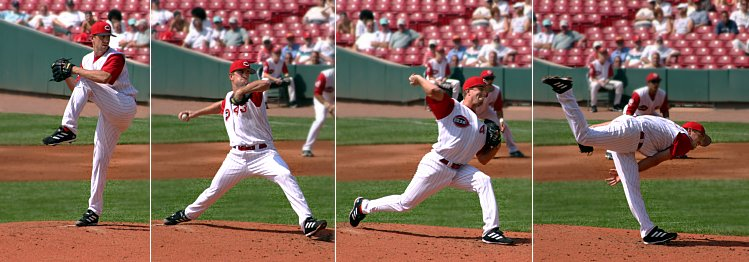
Подача питчера из позиции «виндап».

В начале игры одна из команд (домашняя команда) играет в защите. 9 игроков команды, играющей в защите, выходят на поле и стараются не дать другой команде заработать очки. Гостевая команда первой играет в нападении и старается набрать очки. Для того, чтобы заработать очки, каждый игрок нападающей команды должен заработать право бежать против часовой стрелки до следующей базы (то есть до угла квадрата) и дотронуться до базы, продолжая бежать до каждой следующей базы и, наконец, вернуться к дому, заработав при этом очко.
Прежде чем игрок нападающей команды может начать бежать, игрок защищающейся команды, называемый «питчером» (от англ. pitch — подача), встаёт в обозначенном месте в середине игрового квадрата — на питчерской горке. Остальные 8 игроков защищающейся команды также находятся на поле, каждый на своей позиции.
Игрок команды, играющей в нападении, называемый бьющим или бэттером (англ. batter), встаёт рядом с домом, держа круглую в сечении биту, обычно сделанную из дерева или из алюминия. Бьющий ждёт, когда питчер бросит мяч в сторону дома. Питчер бросает мяч в сторону дома, и бьющий старается отбить мяч битой. Если бьющему удалось отбить мяч в поле, он должен бросить биту и начать бежать в сторону 1-й базы. Существуют и другие способы достичь 1-й базы.
Когда бьющий начинает бежать, он называется бьющим-бегущим (англ. batter-runner). Если бегущий добрался до базы, он объявляется в безопасности (англ. safe) и становится бегущим (англ. runner), иначе судья объявляет аут (англ. out). Если игрок объявлен в ауте, он должен уйти с поля и остаться на скамейке (англ. dugout).
Существует много способов, которыми защищающаяся команда может вывести нападающего игрока в аут. Для простоты далее приведены пять самых популярных способов:
- Страйк-аут: бьющий не смог заработать права бежать на первую базу, поскольку питчер сделал три страйка в одной серии подач.
- Форс-аут: игрок нападения должен был бежать на базу (по правилам), но игрок защиты коснулся этой базы с мячом в руке прежде, чем тот успел это сделать.
- Граунд-аут — один из многих вариантов форс-аута: бьющий отбил мяч в поле, но игрок защиты подобрал мяч и бросил его игроку, стоящему на базе, прежде, чем бьющий успел её коснуться.
- Флай-аут: игрок защиты поймал отбитый мяч прежде, чем мяч коснулся земли.
- Тег-аут (осаливание): игрок защиты коснулся перчаткой с зажатым в ней мячом бегущего команды нападения, когда бегущий был между базами.

Каждая игра разделена на периоды — «иннинги» (англ. inning), в каждом из которых каждая команда играет по разу в нападении и в защите. Каждый раз, когда три игрока команды нападения отправились в аут, команды меняются местами (таким образом, в каждом иннинге шесть аутов — по три для каждой команды). Обычно игра состоит из 9 иннингов. В случае равного счёта по окончании последнего иннинга назначаются дополнительные иннинги. Бейсбольный матч не может закончиться с ничейным счётом, дополнительные иннинги назначаются до определения победителя (хотя есть исключения, например в Японии и Южной Корее).

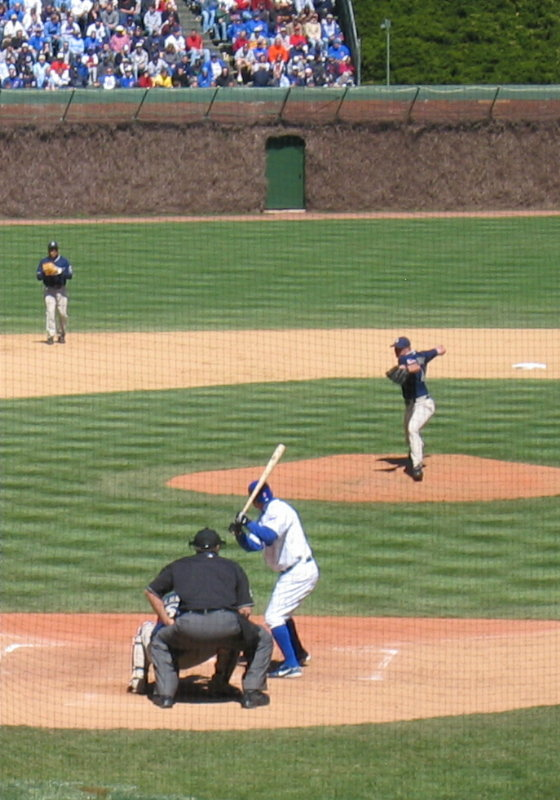
Бейсбольная игра на стадионе Ригли Филд в Чикаго.

### Подача и отбивание мяча
Каждый выход бьющего к дому состоит из серии подач. Каждую подачу питчер кидает в сторону дома, стараясь при этом, чтобы мяч пролетел над домом на высоте от колен до груди бьющего, в так называемой страйк-зоне (за этим наблюдает ампайр (судья), стоящий позади ловца — кетчера). Бьющий обязан отбивать лишь мячи, пролетающие в страйк-зоне; он имеет право проигнорировать мяч, пролетающий вне этой зоны, однако он теряет такое право, как только его бита начинает движение и пересекает домашнюю базу. За невыполнение этих условий питчер или бьющий получают штрафные очки:
- Питчер получает бол (англ. ball), если брошенный им мяч пролетает мимо страйк-зоны и бьющий, заметив это, во время полёта мяча воспользовался своим правом его проигнорировать (то есть не махнул битой);
- Бьющий получает страйк (англ. strike), если он проигнорирует правильно брошенный (пролетающий в страйк-зоне) мяч;
- Бьющий также получает страйк, если он взмахнул битой (бита пересекла переднюю линию дома) и не попал по мячу, вне зависимости от того, пролетал ли мяч в страйк-зоне или нет.

Таким образом, основой бейсбола является противоборство питчера и бьющего. Питчер должен подать мяч так, чтобы бьющему было сложно оценить его траекторию и, соответственно, отбить; однако при этом питчер не должен ошибиться и послать мяч вне пределов страйк-зоны. В свою очередь, бьющий должен за доли секунды определить, пролетает ли поданный питчером мяч в страйк-зоне (то есть следует ли по нему бить), и если да, то нанести удар, который не только попадёт по мячу, но и пошлёт его как можно дальше в поле. Ситуация может полностью перевернуться в доли секунды: если питчер ошибся и бросил «неправильный» мяч, казалось бы, он получит штрафное очко (бол), но если бьющий тоже ошибся, решив, что мяч «правильный» и его следует отбивать, взмахнул битой и промахнулся по мячу, то штрафное очко (страйк) получает уже он. Дополнительной сложностью для питчера является необходимость учитывать, что с одной стороны, мяч не должен быть отбит бьющим, но в то же время он должен быть пойман кетчером — иначе, пока кетчер бежит подбирать улетевший мяч, игроки команды соперника могут перебежать на следующую базу («украсть базу»). Зачастую команды разрабатывают системы секретных сигналов, с помощью которых кетчер сообщает питчеру, какой бросок надо выполнить («заказывает» мяч).
Если бьющий попадает по мячу, но при этом мяч вылетает за границы поля (линии фола) или падает в поле, но выкатывается за его пределы между домом и первой или третьей базами, то засчитывается фол-бол (англ. foul ball) (при этом все игроки нападения должны вернуться на базы, где они находились до отбивания). Фол-бол также считается страйком, за исключением случая, когда на счету бьющего уже есть два страйка, в этом случае счёт болов и страйков не изменяется. Однако если при двух страйках бьющий отбивает фол, тут же пойманный кетчером, то назначается фол-тип (foul-tip), страйк засчитывается, бьющий — в ауте. Кроме того, отбитый фол-бол можно ловить, пока он не коснулся земли (аналогично флай-болу). Если такой мяч ловится — объявляется поп-аут (pop-out), а бэттер оказывается в ауте, как если бы был выведен флай-аутом. Ещё одним нюансом является то, что если при двух страйках бэттер ставит бант и мяч выходит в фол, то автоматически объявляется аут.
Если бьющий набирает три страйка (за исключением тех случаев, когда последний брошенный мяч не пойман кетчером), происходит страйк-аут, и бьющий выбывает из игры. В случае четырёх болов бьющий автоматически занимает первую базу. Такая ситуация называется уок (англ. walk). При этом, если на первой базе уже был игрок, то этот игрок перемещается на вторую базу, и так далее. Бьющий автоматически занимает первую базу также в случае, если подача попала в него (hit by pitch). В случае, если судья посчитает, что питчер умышленно подает в отбивающего (обычно после нескольких подач в отбивающего подряд), судья может удалить питчера.
Отдельно стоит сказать об авторитете судьи. В бейсболе никакое решение судьи не может быть оспорено. Спор с судьёй, например о страйках/болах, чаще всего заканчивается удалением игрока с поля. Более того, судья может удалять не только игроков, но и менеджеров команды и вообще любого человека, находящегося на стадионе. При неуверенности судьи в том, был ли «свинг» (перенос бьющим биты через линию дома), решение принимает судья на первой или третьей базе. В этом случае для получения ответа судья в доме поворачивается к судье на базе, а тот в свою очередь показывает жестом ответ. Зачастую кетчер просит спросить у бокового судьи, поднимаясь и указывая на него.

### Жесты судьи
Для того чтобы игроки и все, кто присутствует на стадионе, понимали и видели ход игры, судьи жестами дублируют свои решения.
Судьи в поле следят прежде всего за тем, что произошло раньше, — касание бегущим базы или ловля руки в стороны.
- Аут — судья сперва одной рукой указывает на бегущего, который получил аут, а затем резко выбрасывает другую руку, сжатую в кулак (внешне похоже на удар кулаком) и громко выкрикивает «аут!».
- Мяч в поле (игра продолжается) — рука указывает в сторону поля.
- Фол-бол — рука указывает в сторону от поля.
- Хоум-ран — рука поднимается вверх и кулак с вытянутым указательным пальцем описывает круговые движения.

Жесты судьи в доме значительно более разнообразны. Однако в профессиональном бейсболе используются в основном только самые базовые:
- Страйк — судья поворачивается вправо/влево и указывает пальцем в сторону. Обычно сопровождается громким выкриком.
- Страйк-аут — судья указывает страйк, а затем делает другой рукой «удар» по воздуху.

Болы не показываются и не выкрикиваются, однако судья может жестом указать питчеру, куда именно ушёл мяч (выше-ниже-левее-правее), что, впрочем, случается достаточно редко.
Кроме того, судья в доме использует все те же жесты, что и судьи в поле для определения сэйвов и аутов в доме.
Другие жесты (используются редко):
- Свинг-страйк — так же, как и обычный страйк, но рука сперва делает круговое движение и только затем сжимается в кулак.
- Удаление (эджект) — делается сильный взмах рукой снизу в сторону трибун.

### Бег между базами
Бьющий, получивший право бежать, называется бегущим. Каждый бегущий находится на одной из баз и старается занять следующую базу. На каждой базе может быть только один игрок нападающей команды. Таким образом, одновременно на поле могут находиться, самое большее, 4 игрока нападения — один бьющий и по одному на каждой базе. Игрок, касающийся базы, не может быть отправлен в аут. Не может быть отправлен в аут и бьющий-бегущий, который коснулся первой базы и немедленно вернулся на неё. Таким образом, игроки стараются опередить защиту и добраться до следующей базы. Игроки могут бежать между базами в любой момент. Если мяч коснулся земли после удара бьющего, то игрок нападения должен бежать на следующую базу, если он будет вытеснен другим игроком.
Удар, после которого мяч пролетает всё поле и вылетает за его пределы, называется «хоум-ран» (англ. home run). Такой удар позволяет набрать очки бьющему и всем бегущим.
Игроки на базах могут пытаться бежать на следующую базу в момент подачи — украсть базу, но они рискуют быть захваченными врасплох питчером, кинувшим мяч игроку своей команды, стоящему на базе, или быть пойманными кетчером, бросившим мяч на ту базу, которую пытаются украсть. Кража базы не считается вынужденной игрой, поэтому игроку защиты недостаточно только коснуться базы рукой с мячом и в перчатке, но нужно осалить бегущего этой самой перчаткой.
Если бьющий отбил мяч так, что его поймали влёт, ему объявляется флай-аут, а бегущие должны вернуться на свои базы и снова коснуться их, после чего имеют право бежать на следующую базу, если считают, что смогут это сделать по правилам.

## Игровое поле

Поле для игры в бейсбол

Бейсбольное поле занимает площадь около 1 га (площадка для юниоров на одну треть меньше).
Разметка поля основана на базах, которые очерчивают квадрат, или «инфилд» (внутреннее поле), с основанием в домашней базе (возле которой стоит бьющий для отражения бросков питчера).
- А — домашняя база
- Б — первая база
- В — вторая база
- Г — третья база
- Д — питчерская горка
- Е — зона для кетчера
- Ж — линии фола
- З — ограждение поля
- И — зоны для бьющего
- К — зона для тренера первой базы
- Л — зона для тренера третьей базы
- М — зоны для разминки следующего бьющего

Квадрат имеет травяное покрытие, за исключением коридоров между базами, специального возвышения для питчера (питчерской горки) и небольшой зоны за домашней базой для «кетчера» (игрока защиты, принимающего подачи питчера).
Питчерская горка расположена в центре квадрата и приподнята на 45 см (для юниорских соревнований на 25 см) над общим уровнем поля. На вершине горки закрепляется пластина из отбеленной твёрдой резины, которой питчер должен касаться ногой при исполнении броска в дом бьющему.
Домашняя база или «дом» — это пятиугольник из отбеленной резины, только две его стороны образуют клин. Дом располагается таким образом, чтобы клин показывал на кетчера. Большая сторона прямоугольника обращена к питчеру. Первая, вторая и третья базы представляют собой белые квадраты из мягкого материала, обшитые холстом и прикреплённые к земле металлическими колышками.
Границами игрового поля являются белые линии из молотого мела, идущие от вершины клина дома до первой и третьей баз и дальше до ограждения поля. Эти линии называются линиями фола (штрафными линиями), поскольку территория вне этих линий также называется «фол». Игровая же территория называется «фэйр». На концах фол-линий находятся фол-мачты, относительно которых определяют, находится ли мяч на территории «фол» или «фэйр».
На стадионах, предназначенных для соревнований среди взрослых команд, длина фол-линий должна быть не меньше 75 м, но может превышать и 100 м (на площадке для юниоров — не менее 50 м). Расстояние до ограждения поля по центру поля должно быть больше, чем по фол-линиям.
Часть поля между квадратом и ограждением называется «аутфилдом» (дальнее поле), но квадрат и аутфилд не отделены специальной разметкой, и передвижение между ними не ограничено для игроков защиты. Аутфилд имеет травяное покрытие.
По обе стороны от дома расположены прямоугольные зоны для бьющих (для левшей и правшей).
За линиями фола в пяти метрах от первой и третьей баз находятся прямоугольные зоны для тренеров нападающей команды, в задачу которых входит руководство продвижением игроков атаки по базам. На расстоянии 12 м от дома около скамеек обеих команд расположены круглые зоны для разминки следующего бьющего.

## Термины
- Аут (англ. Out) — ситуация (или команда судьи), означающая, что игрок нападения в данном периоде (иннинге) выведен из игры.
- База (англ. Base) — одна из четырёх точек поля, которых последовательно должен коснуться бегун, чтобы выиграть очко.
- Бант (англ. Bunt) — короткий удар, при котором бэттер не замахивается по мячу, а просто подставляет под него биту.
- Бол (англ. Ball) — мяч, поданный питчером вне зоны удара и не поражённый битой отбивающего. После четырёх болов питчера в одной серии отбивающий занимает первую базу. После каждой подачи судья объявляет количество болов и страйков. Если мяч после подачи ударился о землю и, отскочив, пролетел через страйк-зону, он считается болом. Если такой мяч касается бьющего, последний получает право переместиться на первую базу.
- Бьющий (бэттер) (англ. Batter) — игрок нападения с битой, бьющий. Находится у «дома» (с левой или с правой стороны — как ему удобнее) перед кетчером.
- Дагаут (англ. Dugout) — скамья, место для игроков, запасных игроков и других членов команды.
- Иннинг (англ. Inning) — период бейсбольного матча, во время которой команды по разу играют в защите и нападении. Как правило, матч состоит из 9 иннингов.
- Кэтчер (англ. Catcher) — игрок, находящийся за домом, принимающий мяч поданный питчером.
- Осаливание (англ. Tag) — база считается осаленной, если игрок, владеющий мячом, коснулся её какой-то частью тела. Игрок считается осаленным, если противник тронул его рукой с ловушкой и мячом или же свободной рукой. Если защитник успел осалить базу или игрока, а затем выронил мяч, осаливание засчитывается. Осаленный игрок нападения выбывает в аут. При осаливании базы тот игрок, который не успел добраться до неё раньше соперника, выбывает в аут.
- Питчер (англ. Pitcher) — игрок защищающейся команды, подающий мяч.
- Ран (англ. Run) — очко, заработанное игроком нападения.
- Раннер (англ. Runner) — игрок нападения, находящийся на базе (поскольку у него уже нет биты, он перестает называться бэттером).
- Страйк (англ. Strike) — ситуация, фиксируемая арбитром, когда после подачи бэттер не нанес удар по мячу или после его удара зафиксирован фол или фол-тип.
- Сейф (англ. Safe) — игровая ситуация, возникающая, когда бегущий достиг базы раньше мяча и захватил её. Судья обозначает эту ситуацию разведёнными в стороны руками.
- Тайм (англ. Time) — команда судьи, по которой игра немедленно останавливается и возобновляется только после команды «плей» (игра).
- Флайаут (англ. Fly out) — флайбол, пойманный игроками защиты до того, как он коснется земли (за исключением фол типа). В этом случае отбивающий выбывает из игры, а атакующие обязаны вернуться на исходные базы (тег ап), после чего имеют право передвигаться по базам дальше.
- Фол (англ. Foul) — удар, после которого мяч непосредственно уходит за боковую линию или выкатывается за неё между домом и первой или третьей базой. Считается как страйк, если у питчера меньше 2-х страйков.
- Хит (англ. Hit) — удар, при котором отбивающий достиг хотя бы первой базы. Если этой удачной пробежке предшествовала ошибка игроков обороны (неточный бросок на базу, потеря мяча на приёме), то хит бьющему не засчитывается, а обороне записывается ошибка (error). Если отбивающий успешно достигает первой базы и продолжает бег, пытаясь сделать дабл или трипл, но не успевает и выводится в аут игроками обороны, ему всё равно засчитывается хит.
- Хоум-ран (англ. Home run) — удар, после которого бэттер пробегает через все базы и возвращается в дом. В современном бейсболе обычно достигается при ударе, когда мяч (флайбол) выбивается за пределы поля между штрафными мачтами (или касается одной из них). Такая ситуация называется «автоматический хоум-ран».
  - Внутренний Хоум-ран (англ. Inside-the-park home run) — редкая ситуация. Мяч остается в поле, а бэттер пробегает 4 базы, почти всегда с парой ошибок защиты.
  - Гранд-слэм (англ. Grand-slam) — игрок выбивает хоум-ран, когда 3 (все) базы закрыты.
- Граунд-рул дабл (англ. Ground-rule double) — мяч ударился об землю и покинул поле за пределами инфилда, либо защитник по ошибке отправил мяч за пределы поля. Игра останавливается, все игроки команды нападения автоматически перемещаются на 2 базы вперед (если к моменту вылета мяча игрок нападения продвинулся более чем на 2 базы, фиксируется результат в поле)

## В мире
Во Всемирную конфедерацию бейсбола и софтбола (англ. WBSC) — организацию, являющуюся международным руководящим органом в бейсболе и софтболе — входит 160 национальных бейсбольных федераций.

### Рейтинг сборных ВКБС
| Лучшие 20 мужских сборных на 12 декабря 2018 г.                              | Лучшие 20 мужских сборных на 12 декабря 2018 г. | Лучшие 20 мужских сборных на 12 декабря 2018 г. | Лучшие 20 мужских сборных на 12 декабря 2018 г. | Лучшие 20 мужских сборных на 12 декабря 2018 г.       | Лучшие 20 мужских сборных на 12 декабря 2018 г. | Лучшие 20 мужских сборных на 12 декабря 2018 г. | Данные соответствуют последнему официальному обновлению |
| Подъём/падение после обновления рейтинга                                     | Место                                           | Сборная                                         | Очки                                            | Подъём/падение после ежемесячного обновления рейтинга | Место                                           | Сборная                                         | Очки                                                    |
| 1▲                                                                           | 1                                               | Япония                                          | 5796                                            | 1▼                                                    | 11                                              | Пуэрто-Рико                                     | 2105                                                    |
| 1▼                                                                           | 2                                               | США                                             | 5565                                            | —                                                     | 12                                              | Доминиканская Республика                        | 1920                                                    |
| —                                                                            | 3                                               | Республика Корея                                | 4987                                            | —                                                     | 13                                              | Панама                                          | 1522                                                    |
| 1▲                                                                           | 4                                               | Китайский Тайбэй                                | 3569                                            | 2▲                                                    | 14                                              | Колумбия                                        | 1340                                                    |
| 1▼                                                                           | 5                                               | Куба                                            | 3516                                            | 1▼                                                    | 15                                              | Никарагуа                                       | 1237                                                    |
| —                                                                            | 6                                               | Мексика                                         | 3393                                            | 1▼                                                    | 16                                              | Италия                                          | 1135                                                    |
| 1▲                                                                           | 7                                               | Австралия                                       | 2440                                            | —                                                     | 17                                              | Бразилия                                        | 965                                                     |
| 1▼                                                                           | 8                                               | Нидерланды                                      | 2421                                            | —                                                     | 18                                              | Чехия                                           | 925                                                     |
| 2▲                                                                           | 9                                               | Венесуэла                                       | 2348                                            | —                                                     | 19                                              | Израиль                                         | 817                                                     |
| 1▼                                                                           | 10                                              | Канада                                          | 2186                                            | —                                                     | 20                                              | Китай                                           | 612                                                     |
| Полный список на сайте ВКБС Архивная копия от 12 мая 2019 на Wayback Machine |                                                 |                                                 |                                                 |                                                       |                                                 |                                                 |                                                         |

### В Европе
В Европейскую конфедерацию бейсбола входит 38 стран, разыгрывается континентальный чемпионат среди сборных в трёх группах, Кубок Европы среди клубов. Доминируют команды из Италии и Нидерландов: лишь трижды с 1954 года звание сильнейшей команды континента завоёвывали не они, при этом в 1967 году это было обусловлено бойкотом с их стороны.

## Упоминания в литературе
- Стивен Кинг в своём творчестве неоднократно обращается к бейсбольной теме. В частности, в его романе «Девочка, которая любила Тома Гордона» можно найти подробные описания позиций игроков, в рассказе-очерке «Ниже голову» рассказывается об играх команды юношеской лиги «Уэст-Бангор». Ещё одно произведение Стивена Кинга на тему бейсбола «Билли „Блокада“». Также им в соавторстве со Стюартом О'Нэном написана документальная книга «Болельщик» о сезоне 2004 года бейсбольной команды «Бостон Ред Сокс». Одновременно с выходом этой книги прекратилось длившееся 86 лет «Проклятие Бамбино». «Ред Сокс», наконец, снова несколько раз выиграли Мировую Серию. Некоторые придают этому мистическое значение.

## Фильмы
Игре в бейсбол посвящены следующие фильмы: «Несносные медведи» (1976, 2005), «Кручёный мяч» (2012), «Человек, который изменил всё» (2011), «Их собственная лига» (1992), «Маленькая большая лига» (1994), «Номер 42» (2013), «Рука на миллион» (2014), «Поле его мечты» (1989), «Новичок» (2002), «Игрок от Бога» (1991), «Самородок» (1984), «Высшая лига» (1989), Запасные игроки (2006), «Солнце, восходящее над Ванкувером» (2014), «Как преуспеть в делах» (1990). "61: История рекорда" (2001), Хардбол (2001)